# Mykonos
Mykonos (Grieks: Μύκονος; in het Nederlands ook geschreven als 'Mikonos') is een klein Grieks eiland in de Egeïsche Zee, een der Cycladen, gelegen tussen Tinos, Syros, Paros en Naxos, in de buurt van Delos. Het eiland en gelijknamige gemeente heeft een oppervlakte van 86 km², en telt zo’n 10.000 inwoners. Hoofdplaats is Mykonos-Stad. Het eiland bestaat voornamelijk uit graniet, is heuvelachtig (maximaal 350 meter hoog) en overwegend droog en kaal. Op kleine schaal wordt aan landbouw en visserij gedaan. Mykonos is bekend vanwege de iconische windmolens op het eiland.

## Geschiedenis
Op Mykonos heeft men sporen aangetroffen van alle grote beschavingsperioden, maar nergens in belangrijke hoeveelheden.

### Vroege geschiedenis
Archeologische vondsten tonen tekenen van de Neolithische stam Kares op het eiland, die dateren uit ca. 3000 jaar voor Christus. De eerste inwoners van Mykonos waren Cariërs en Feniciërs en daarna kwamen de Minoërs uit Kreta. Rond het jaar 1000 v.Chr. vestigden de Ioniërs uit Athene zich hier. In de oudheid waren er twee steden op het eiland. Het was een arm eiland met beperkte landbouwmiddelen. Mensen in de regio waren pantheïsten en aanbaden goden zoals Zeus, Apollo, Poseidon en Hercules.
Rond de tijd van Alexander de Grote, toen Mykonos deel uitmaakte van het Macedonische Rijk, werd het eiland een handelscentrum voor landbouw en maritieme handel. Het nabijgelegen eiland Delos was toen erg dicht bevolkt, waardoor Mykonos een belangrijke plaats was voor bevoorrading en een doorvoerpunt wanneer men uit Delos vertrok. De korte afstand van twee kilometer tussen de eilanden werd vaak afgelegd, omdat religieuze regels bepaalden dat niemand op Delos geboren of gestorven mocht zijn.

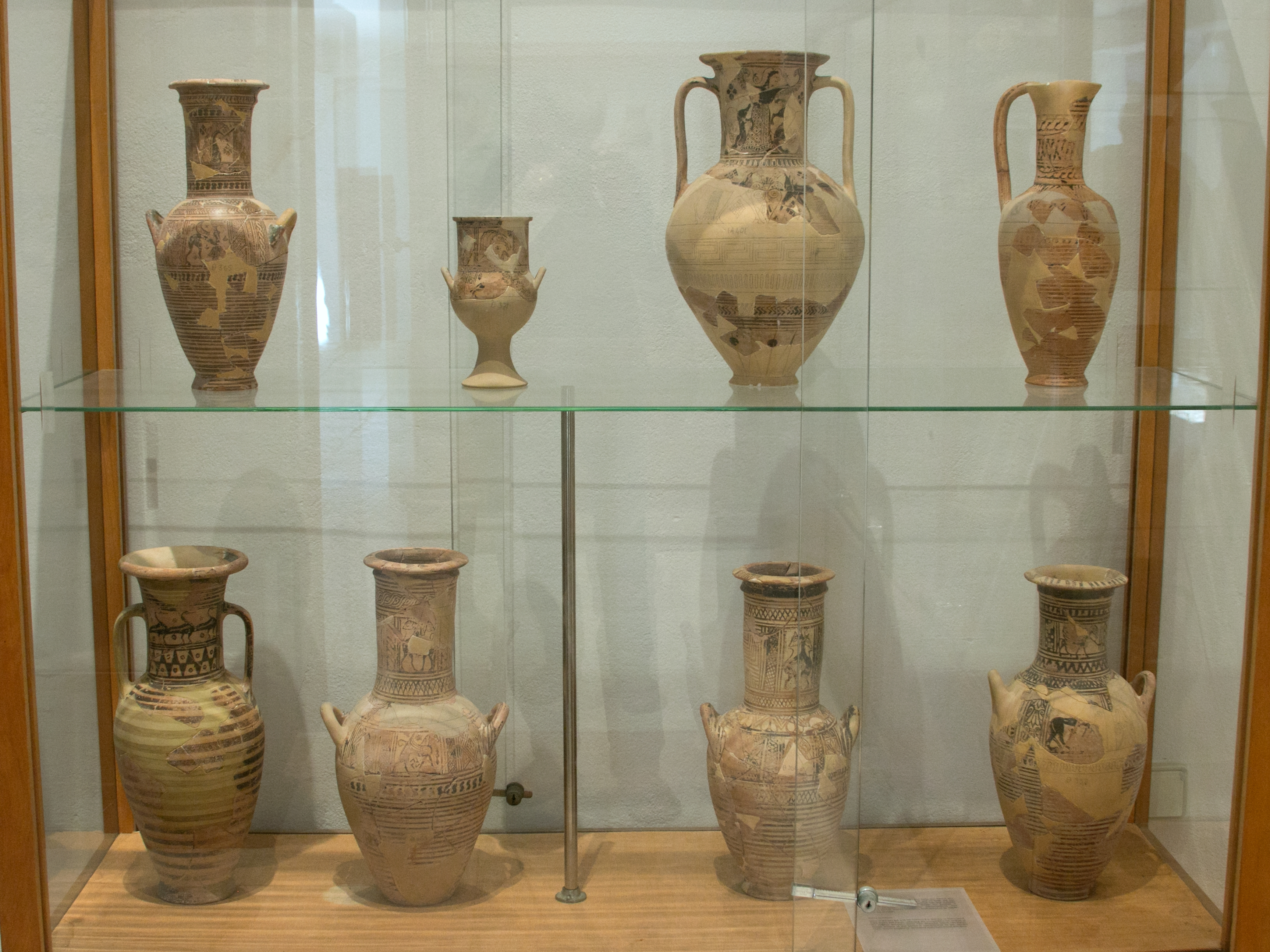
Aardewerk in museum op Mykonos

### Romeinse en Byzantijnse tijden
Tijdens het bewind van het Romeinse Rijk behoorde het eiland toe aan de Romeinen en maakte later deel uit van het grote Byzantijnse rijk. De Byzantijnen beschermden Mykonos tegen de Arabieren in de 7e eeuw en controleerden het tot in de 12e eeuw. De Byzantijnen lieten, in de talrijke kerken en kapellen (ongeveer 360, verspreid over het hele eiland), iconen en fijn bewerkte iconostasen achter.

### Venetiaanse en Ottomaanse bezetting
In 1207 kwam Mykonos, net als de rest van de Cycladen, onder Venetiaans bewind. Onder de Venetiaanse overheersing in 1537 werd Mykonos aangevallen door de Turken onder leiding van Barbarossa, de beruchte admiraal van Suleiman de Grote, en werd de Ottomaanse vloot op het eiland geïnstalleerd. Een situatie van zelfbestuur wordt opgelegd onder toezicht van het hoofd van de Ottomaanse vloot. Een gouverneur en een raad van "syndicalisten" worden benoemd, die altijd probeerden een goed evenwicht te bewaren tussen de Venetianen en de Ottomanen. De Venetianen trokken zich definitief terug uit de regio in 1718, nadat het kasteel van Tinos in handen viel van de Ottomanen.
De Myconiërs bewezen uitstekende zeilers en handelaars, die een grote welvaart brachten op het eiland en kolonies van immigranten uit nabijgelegen eilanden en Kreta aantrokken. Vanwege de welvaart werd Mykonos tot het einde van de 18e eeuw regelmatig aangevallen door piraten.

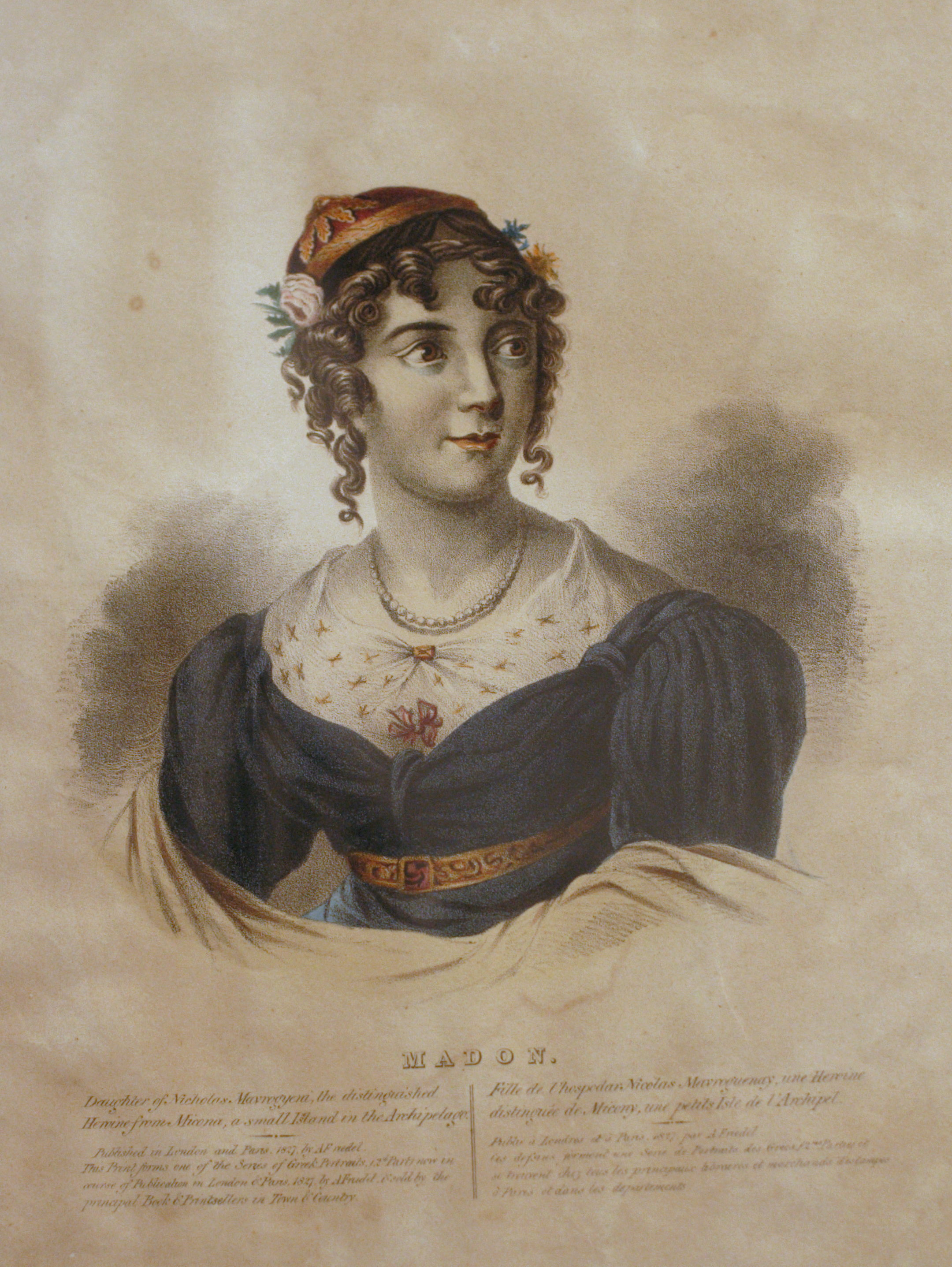
Portret van Manto Mavrogenous

### De Griekse revolutie
Toen de Griekse Onafhankelijkheidsoorlog tegen de Turken uitbrak in 1821, speelden de Myconiërs met 22 schepen, bemanning en munitie, een belangrijke rol. Ze werden aangemoedigd onder de sterke leidende hand van de nationale heldin Mando Mavrogenous. Zij was een goed opgeleide aristocraat die was opgegroeid met de meest fervente ideeën van de verlichting. Ze aarzelde niet om actief deel te nemen aan de revolutie en het opofferen van de rijkdom van haar familie hieraan.
Mykonos maakte deel uit van de onafhankelijke Griekse staat sinds de eerste dag dat het werd gevormd in 1830 en de zeil- en koopmansactiviteit deed de economie van het eiland herrijzen. Mykonische kooplieden reisden naar het buitenland en velen vestigden zich zelfs in andere belangrijke commerciële centra zoals Constantinopel, Alexandrië en Marseille.

### Moderne tijden
De economie van het eiland daalde aan het einde van de 19e eeuw. Veel Myconiërs verlieten het eiland om werk te vinden op het vasteland van Griekenland of in het buitenland. Economisch betere tijden traden aan toen het toerisme zijn intrede deed. Vanwege de interessante archeologische vondsten op het nabijgelegen eiland Delos kreeg ook Mykonos een aantrekkingskracht op liefhebbers van de Griekse geschiedenis en mythologie. Het was zo dat in de vroege jaren 30 veel beroemde kunstenaars, politici en rijke Europeanen hun vakantie doorbrachten in Mykonos, de aandacht trekken en het eiland als het ware op de kaart zetten. In de jaren '50 begon het moderne toerisme te groeien, samen met de bevolking van het eiland. Maar het was in de volgende twee decennia van de jaren '60 en de jaren '70 dat, o.a. dankzij Jackie O en tal van andere jetsetters, het eiland werd veranderd in een van de meest kosmopolitische vakantieoorden van de Middellandse Zee.

## Mythologie

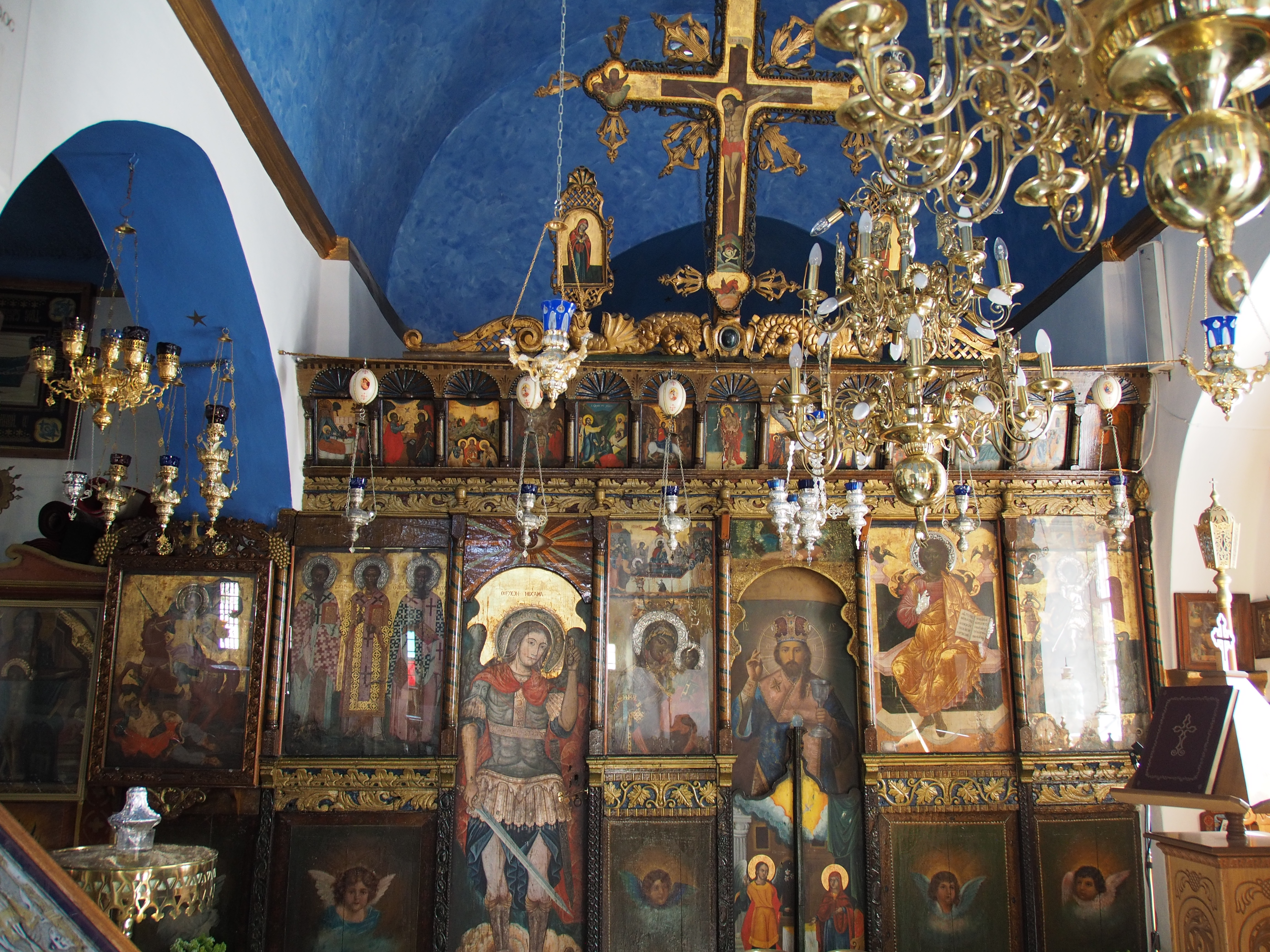
Interieur kerk op Mykonos

Volgens de mythologie was Mykonos de plaats waar Zeus de strijd aanging met de Giganten. Toen hij ze in de zee wierp, gingen ze op steen en zo ontstond Mykonos. Er werd gezegd dat het eiland is vernoemd naar de lokale held Mykons, die in de oudheid werd aanbeden en werd beschouwd als een zoon of een kleinzoon van de god Apollo. Het nabijgelegen eiland Delos is de geboorteplaats van Apollo volgens de legende.

## Godsdienst
Meer dan 97% van de bevolking is lid van de Grieks-Orthodoxe Kerk. Icoonverering is wijdverbreid en veel inwoners bezitten hun eigen kleine kapel, meestal verbonden met hun woonhuis of in de buurt op een veld. Omdat het orthodoxe geloof werd onderdrukt tijdens de Ottomaanse overheersing, heeft zich een diepgaand gevoel van nationale identiteit ontwikkeld, geworteld in religie en tot op de dag van vandaag gehandhaafd.

## Geografie
Het eiland beslaat een gebied van 85,5 vierkante kilometer en stijgt tot een hoogte van 341 meter op het hoogste punt. Het ligt 150 kilometer ten oosten van Athene in de Egeïsche Zee. Het eiland beschikt niet over rivieren, maar over talloze seizoensgebonden beken waarvan er twee zijn omgebouwd tot stuwmeren. Het eiland bestaat grotendeels uit graniet en het terrein is erg rotsachtig met veel gebieden die worden aangetast door de harde wind. Hoge kwaliteit klei en bariet, een mineraal dat wordt gebruikt als smeermiddel bij olieboringen, werd tot het eind van de 20e eeuw aan de oostelijke kant van Mykonos gedolven.
Op Mikonos is water altijd schaars geweest, en daarom hebben de huizen er, nog méér dan op andere eilanden, de typische vlakke daken, met de bedoeling zo veel mogelijk regenwater op te vangen. Er wordt dagelijks 4.500 kubieke meter water geproduceerd, door omgekeerde osmose van zeewater om te helpen voldoen aan de behoeften van de bevolking en bezoekers van Mykonos.

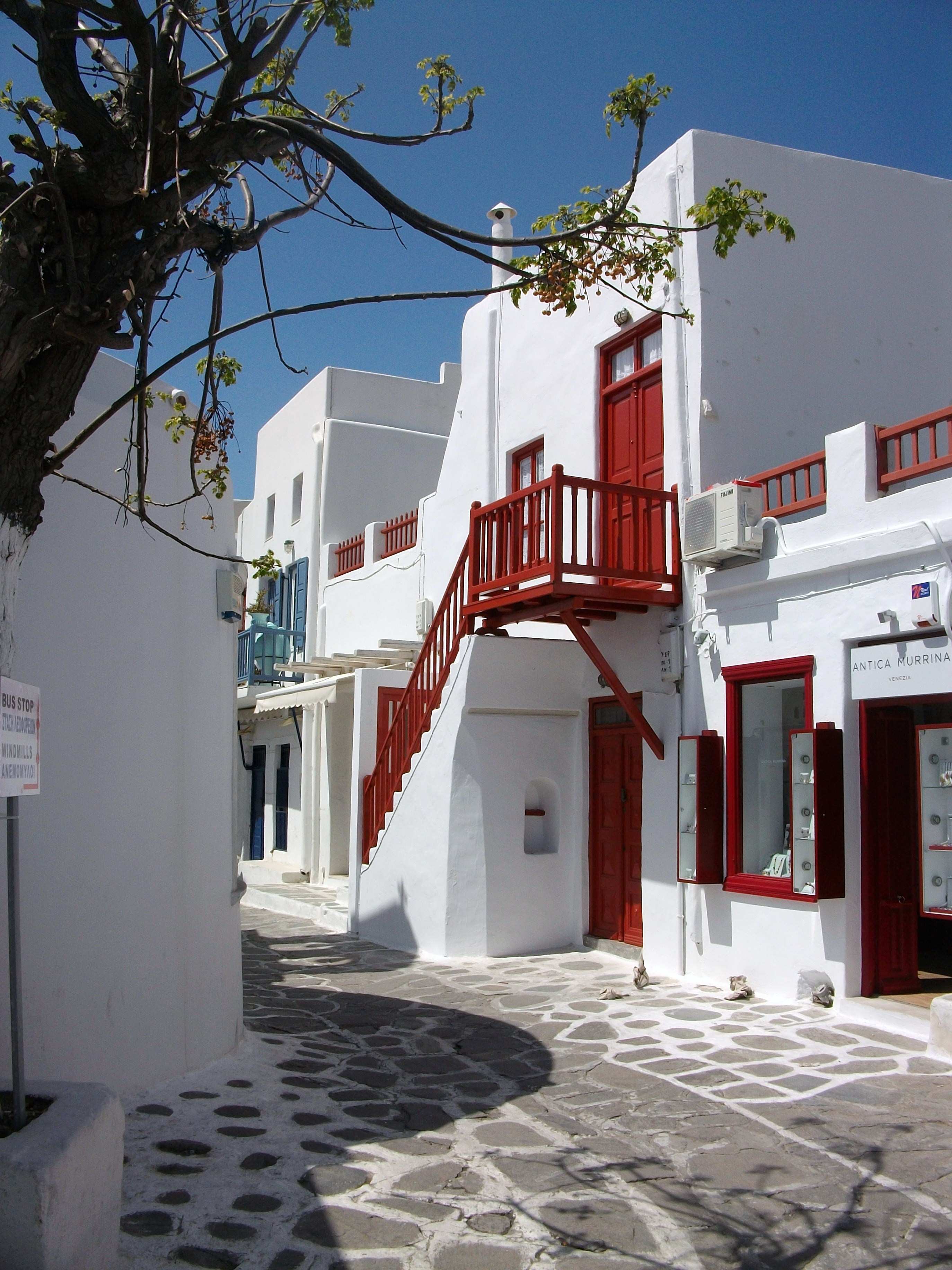
Straat in Mykonos-Stad

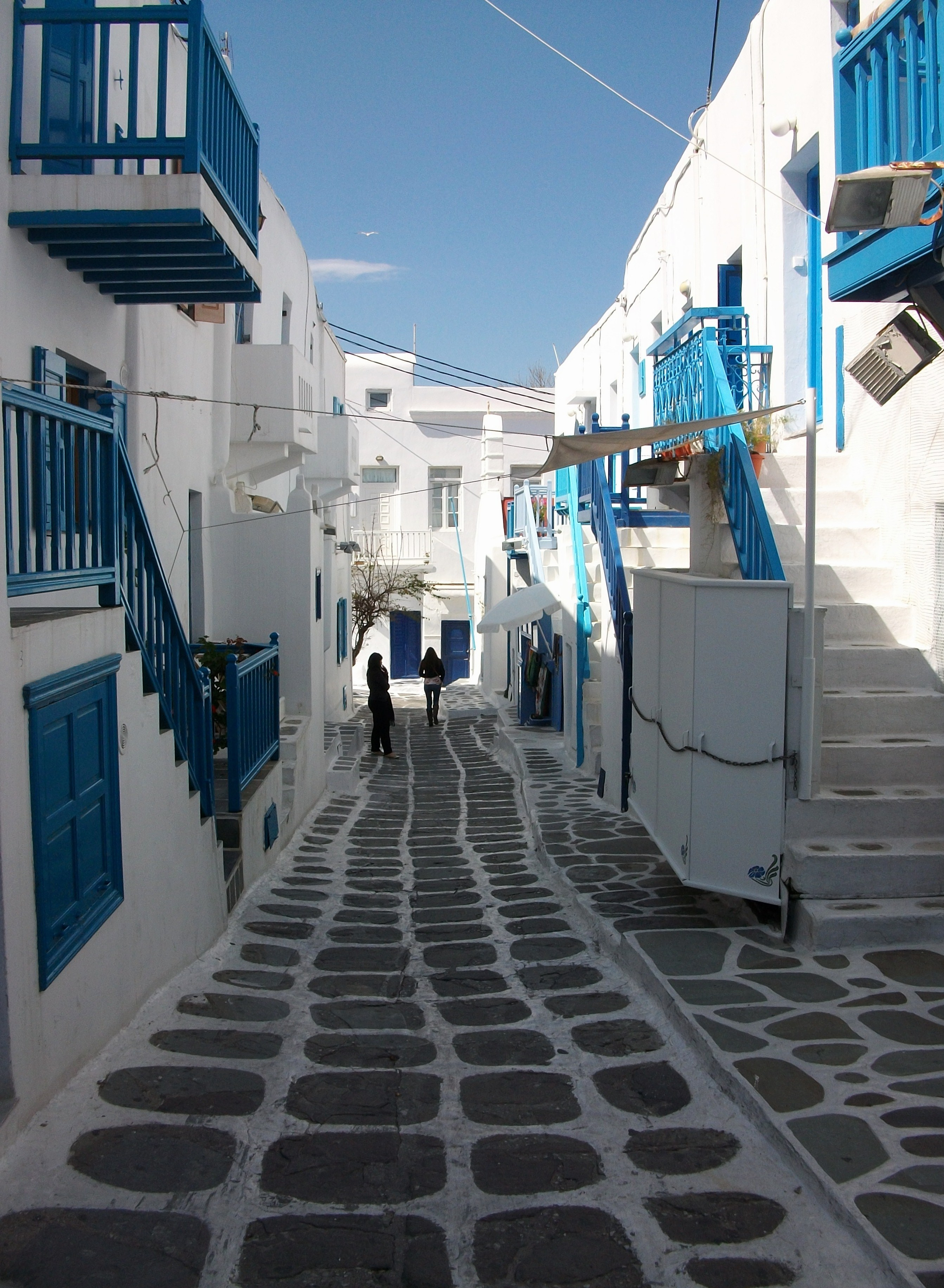
Straat in Mykonos-Stad

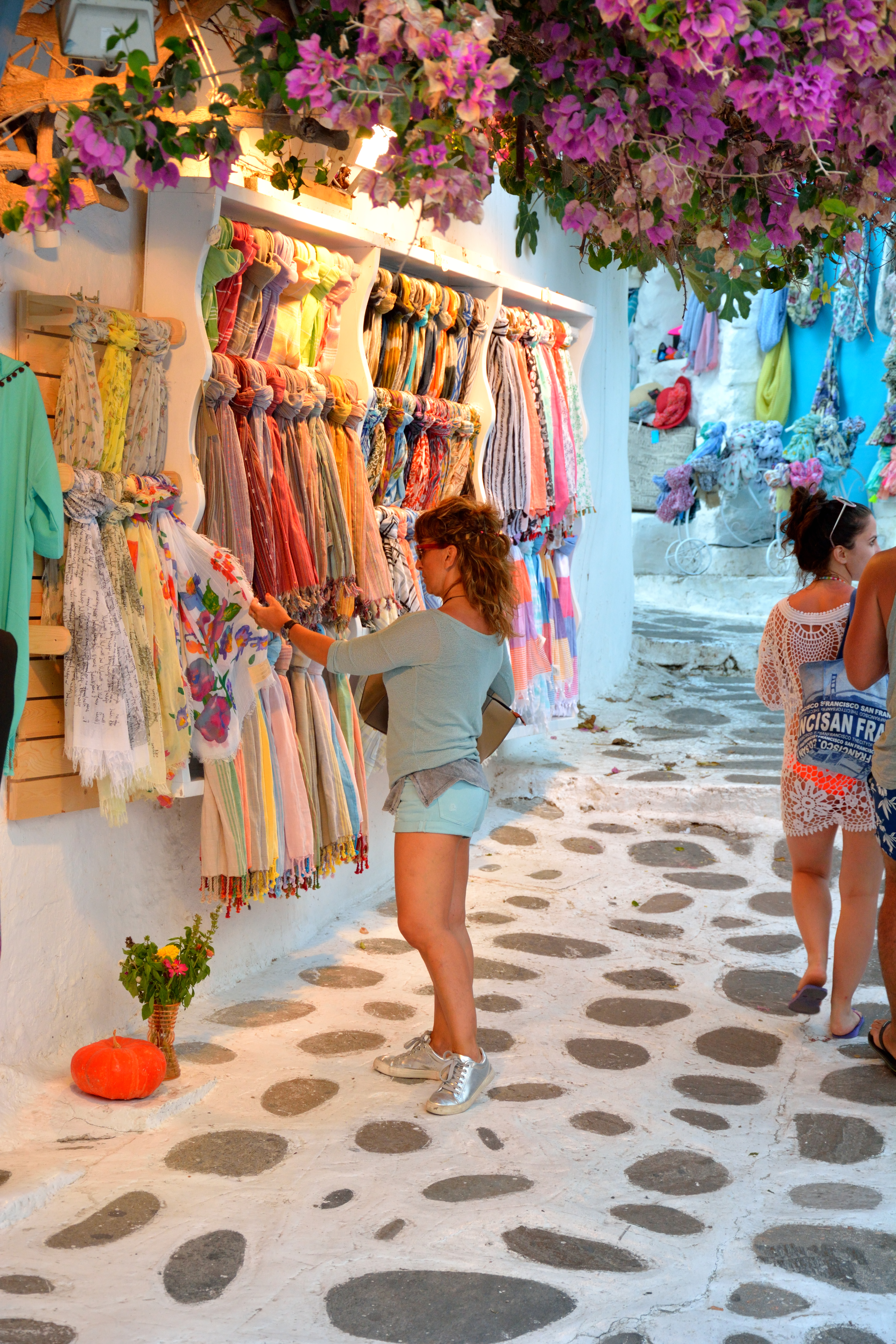
Straat in Mykonos-Stad

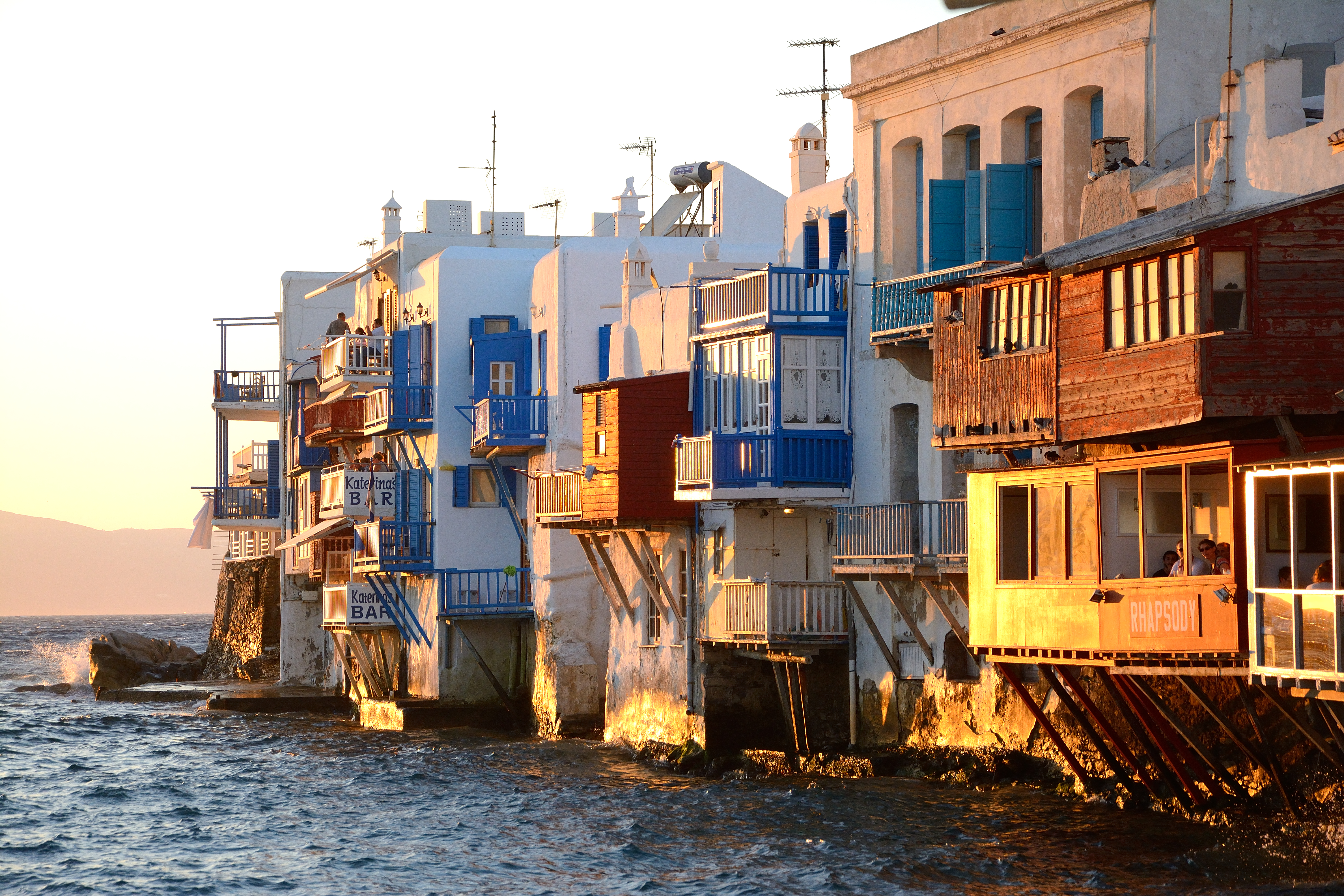
Stadsdeel Klein Venetië in Mykonos-Stad

### Steden en plaatsen
De belangrijkste stad en haven, aan de westkust, is Mykonos-Stad, zoals vaak op de Griekse eilanden, gewoon Chora (Χώρα, d.i. Hoofdstad) genoemd. In totaal zijn er tien plaatsen/dorpen op het eiland:
| - Agios Ioannis - Agios Stefanos - Ano Mera - Ftelia - Kalafati |  |  |  |  |  |  |  |  |  |  |  |  |  |  |  | - Mykonos-Stad of Chora - Ornos - Platys Gialos - Psarrou - Tourlos |

### Demografie
Het eiland heeft 10,134 inwoners (2011) waarvan het grootste deel in Mykonos-stad woont.
| Jaar | Aantal inwoners |
| ---- | --------------- |
| 1971 | 3,863           |
| 1981 | 5,530           |
| 1991 | 6,179           |
| 2001 | 9,320           |
| 2011 | 10,134          |

### Bestuurlijke indeling
Door de bestuurlijke herindeling (Programma Kallikratis) werden de departementen afgeschaft vanaf 2011. Mykonos werd een regionale eenheid (periferiaki enotita), onderdeel van de bestuurlijke regio (periferia) Zuid-Egeïsche Eilanden. Er werden eveneens gemeentelijke herindelingen doorgevoerd waardoor het gehele eiland nu één gemeente vormt. De gemeente omvat ook de eilanden Delos, Rineia en verschillende onbewoonde eilandjes. De totale oppervlakte van de gemeente is 105.183 km². Bij de verkiezingen van 2012 behaalde het centrumrechtse Nieuwe Democratie de meeste stemmen op Mykonos, gevolgd door de Coalitie van Radicaal Links (SYRIZA).

### Klimaat
Mykonos heeft een typisch mediterraan klimaat. De zon schijnt maximaal 300 dagen per jaar. Het regenseizoen duurt van oktober tot maart. Hoewel de temperaturen in de zomermaanden tot wel 40 °C kunnen stijgen, is de gemiddelde maximum temperatuur rond de 28 °C. Vanwege de seizoensgebonden koele wind zijn de zomerdagen droog en zonnig en aangenaam. In de winter is de gemiddelde maximum temperatuur rond de 15 °C. Over het algemeen zijn de winters mild en nat, met veel zonnige dagen, zelfs midden in de winter. Sneeuw is zeldzaam en blijft niet lang liggen wanneer hij valt.
De zeewatertemperatuur in de zomer ligt tussen de 24 en 28 graden Celsius, vooral aan de zeer vlakke stranden.

## Natuur

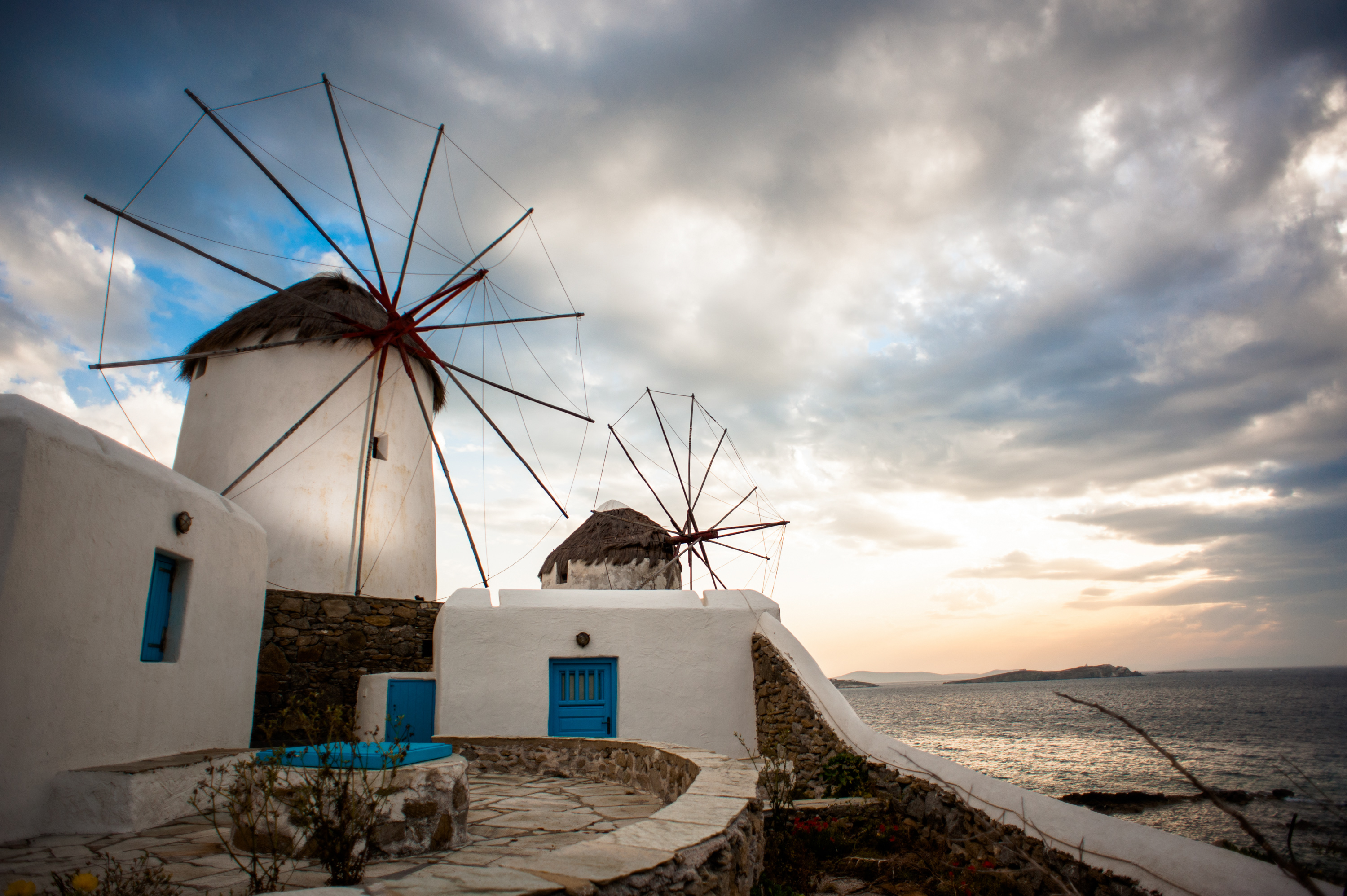
De iconische windmolens van Mykonos

Het landschap wordt gekenmerkt door stenige heuvels, soms bedekt met velden, olijfbomen, lage dennen, cipressen of ceders. Er zijn veel aromatische planten: marjolein, tijm, basilicum, lavendel en oleander.

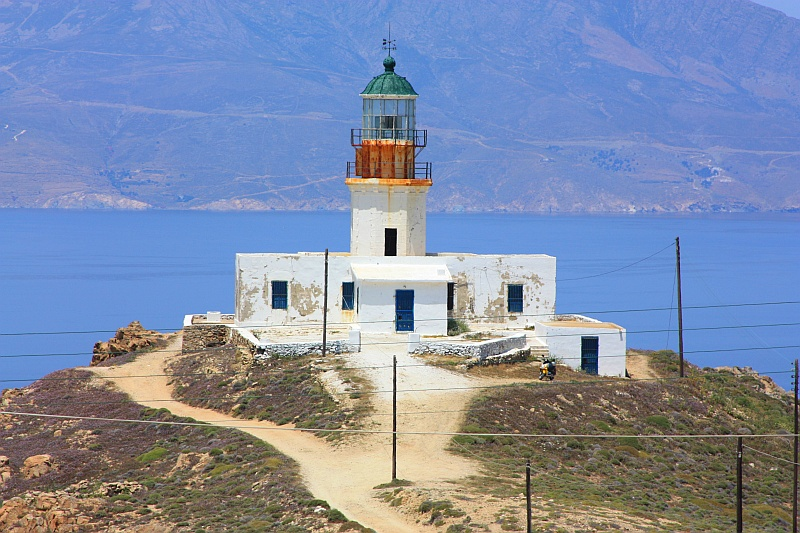
Armenistis vuurtoren op Mykonos

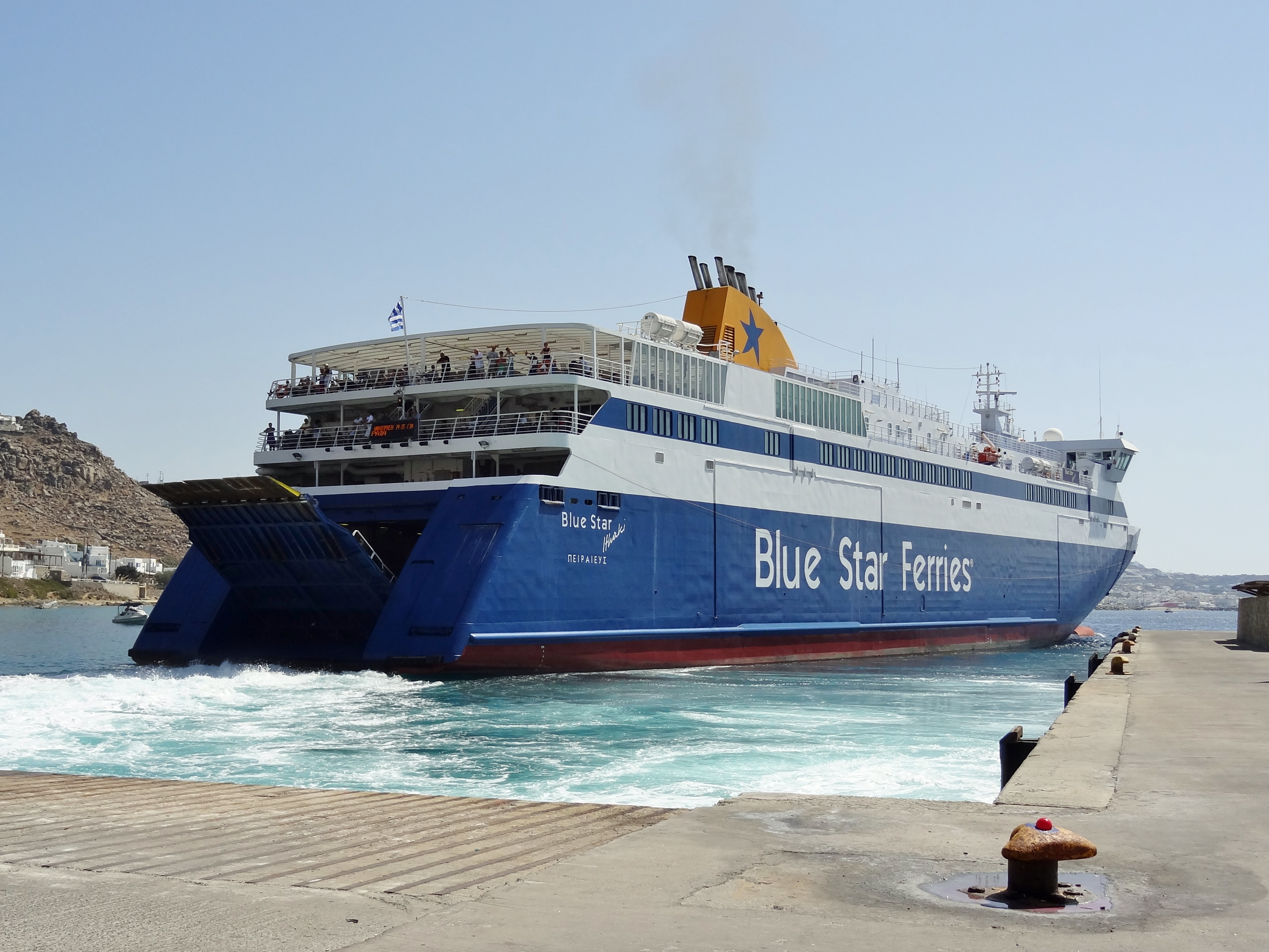
Blue Star Ferries in haven Mykonos

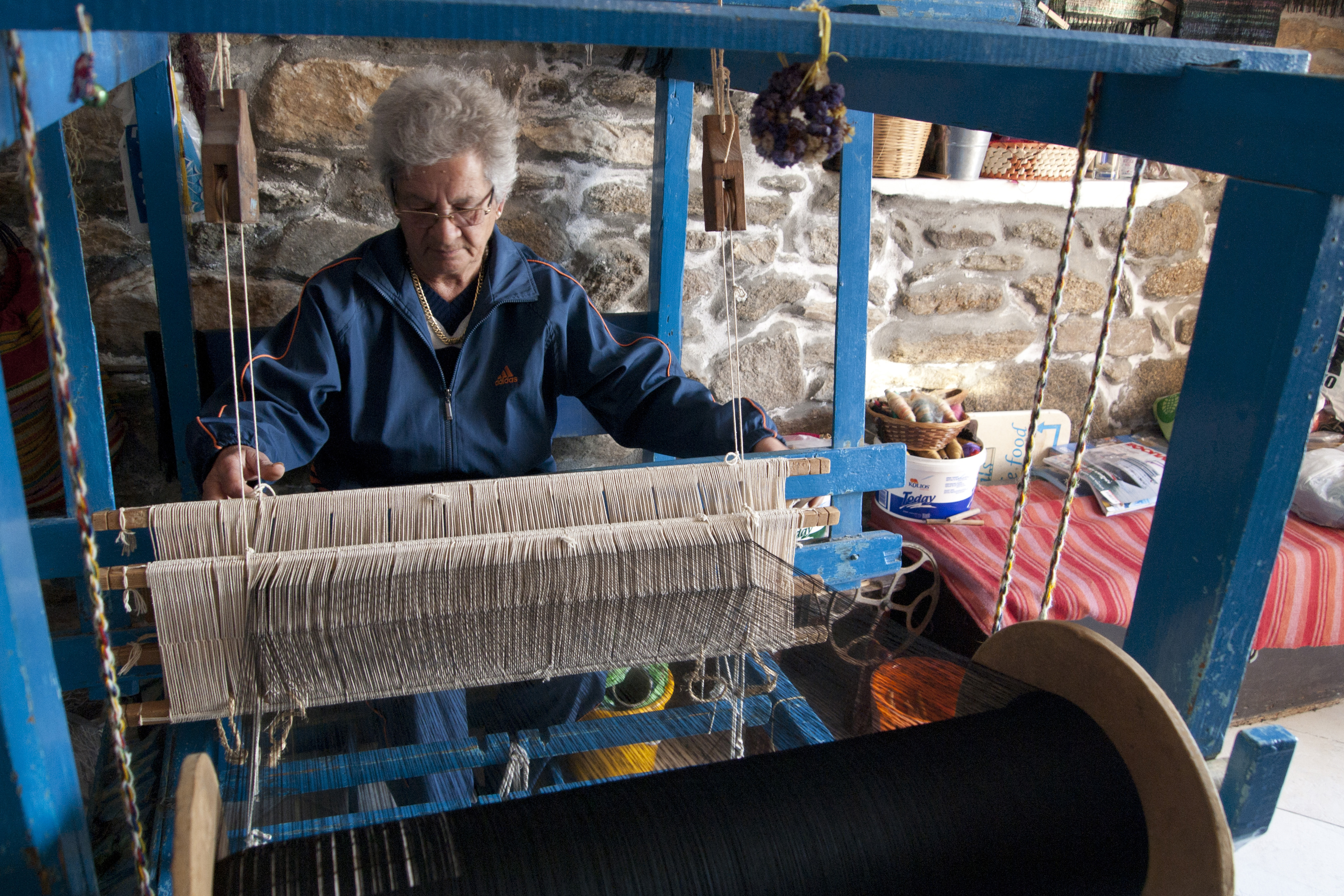
Een wever op Mykonos

Er zijn slechts enkele inheemse dieren, zoals wilde hazen, katten, dassen of patrijzen; maar mensen introduceerden verschillende productiedieren zoals schapen, varkens, geiten, paarden en ezels, die tegenwoordig op Mykonos leven. Zoals op alle Cyclade-eilanden is het vogelleven erg divers. Steile kusten, grotten en kieren bieden ideale leefgebieden en broedgebieden voor haviken en zilverreigers, duiven, aalscholvers en meeuwen. Miljoenen trekvogels bezoeken de Cycladen elk jaar op weg naar het zuiden.
Ook de zeefauna rond Mykonos is behoorlijk indrukwekkend. De mediterrane zeehond is hier thuis, net als dolfijnen, zeeschildpadden en ontelbare soorten vis, die een rijk ecologisch systeem vormen.

## Verkeer en vervoer
Er zijn talloze bootverbindingen met het vasteland (Piraeus) en met de andere eilanden.
Mykonos Airport ligt 4 kilometer ten zuidoosten van Mykonos-Stad en heeft veel internationale (charter)vluchten in de zomer. In de winter zijn er vooral binnenlandse vluchten die aankomen. De vlucht van Athene naar Mykonos duurt ongeveer 25 minuten

## Economie
De mensen van Mykonos zijn nog steeds origineel, toegewijd aan veeteelt en landbouw, vissen en traditioneel sponsduiken. Toerisme is echter de belangrijkste bron van inkomsten geworden, hoewel er nog steeds traditionele beroepen als aardewerkschilder of wever bestaan. De jongeren die niet naar het Griekse vasteland zijn geëmigreerd wonen voornamelijk in de hoofdstad van Mykonos, terwijl de oudere bevolking het liefst op het platteland van het achterland van het eiland woont.

## Toerisme
In tegenstelling tot andere Cycladen-eilanden heeft Mykonos in de geschiedenis nooit een heel belangrijke rol gespeeld, en heeft daarom ook weinig sporen van de antieke beschavingen opgeleverd. Niettemin is het een van de populairste reisbestemmingen voor toeristen geworden. Dat is verreweg de belangrijkste inkomstenbron voor het eiland, dat reeds aan het eind van de jaren vijftig door het massatoerisme werd ontdekt en sindsdien een van de eerste toeristische trekpleisters in de Egeïsche Zee is geworden.
Het heeft de reputatie het Griekse eiland met de hoogste tolerantie te zijn, onder meer ten opzichte van naaktrecreatie. Ook staat Mykonos bekend als homovriendelijk met een handvol bars en discotheken die zich specifiek op homo's richten. Sinds 2009 vindt het jaarlijkse Circuit Party Xlsior Festival plaats op het eiland. Het bruisende nachtleven en hippe stranden maken van het eiland een mondaine vakantieplek.
In 2015 bezochten 2.787 Nederlandse toeristen Mykonos. Een stijging van 32,0% ten opzichte van het aantal vakantiegangers in 2014.

### Bezienswaardigheden
Er zijn relatief veel kerken, kapellen en windmolens aanwezig op het eiland.
- De windmolens van Mykonos.
- De Armenistis vuurtoren.
- In de hoofdstad bevinden zich enkele musea.
- De beroemdste kerk is de Panagía Paraportianí[5], op de plaats waar zich een toegangspoort tot de Venetiaanse citadel (het Kastro) bevond. Een deel dateert uit 1425, de rest is 16e- en 17e-eeuws.
- Ook in Mykonos-Stad: de wijk Alefkantra [6], waar de huizen tot aan de rand van de zee werden gebouwd.
- Bezienswaardig is ook het 7,5 km landinwaarts gelegen dorpje Áno Méra, waarvan de toren van het 16e-eeuwse Tourlianí-klooster in het oog springt. Buiten het dorp verheft zich de heuvel Paleókastro, waar zich vroeger een Venetiaans kasteel bevond, waarschijnlijk gebouwd boven op een antieke stad uit de Oudheid.
- Ook is Mykonos bekend vanwege de overleden pelikaan Petros.